# إتش س. باتن
إتش س. باتن هو مهندس كندي، ولد في 1887، وتوفي في 30 يناير 1956.